# Гюшан (кантон Вьель-Ор)
Гюша́н (фр. Guchan, окс. Gusha) — коммуна во Франции, находится в регионе Юг — Пиренеи. Департамент — Верхние Пиренеи. Входит в состав кантона Вьель-Ор. Округ коммуны — Баньер-де-Бигор.
Код INSEE коммуны — 65211.

## География

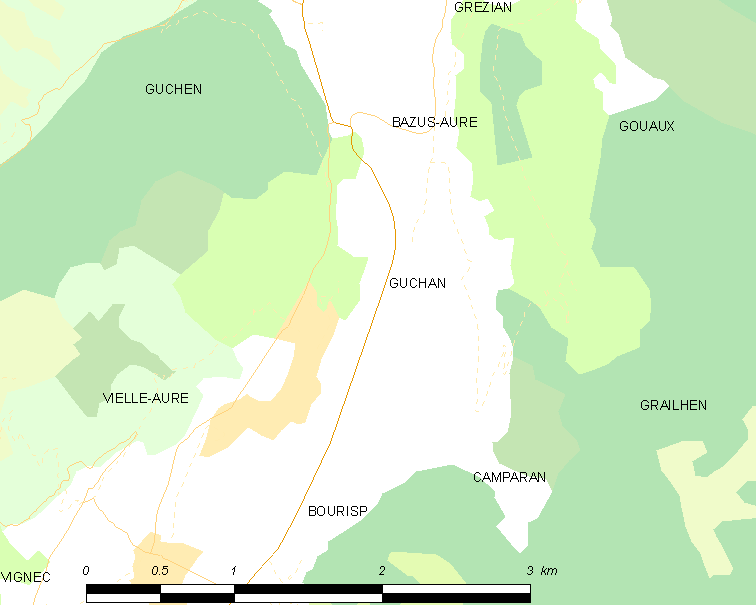
Карта коммуны

Коммуна расположена приблизительно в 690 км к югу от Парижа, в 125 км юго-западнее Тулузы, в 50 км к юго-востоку от Тарба.
По территории коммуны протекает река Нест-д’Ор.

## Климат
Климат умеренно-океанический с солнечной тёплой погодой и обильными осадками на протяжении практически всего года.

## Население
Население коммуны на 2010 год составляло 141 человек.
| 1962 | 1968 | 1975 | 1982 | 1990 | 1999 | 2010 |
| ---- | ---- | ---- | ---- | ---- | ---- | ---- |
| 128  | 133  | 136  | 122  | 126  | 124  | 141  |

## Администрация
| Период | Период | Фамилия     | Партия | Примечания |
| ------ | ------ | ----------- | ------ | ---------- |
| 2001   | 2020   | Ален Ривьер |        |            |

## Экономика
В 2010 году среди 99 человек трудоспособного возраста (15-64 лет) 67 были экономически активными, 32 — неактивными (показатель активности — 67,7 %, в 1999 году было 63,6 %). Из 67 активных жителей работали 64 человека (33 мужчины и 31 женщина), безработных было 3 (1 мужчина и 2 женщины). Среди 32 неактивных 12 человек были учениками или студентами, 13 — пенсионерами, 7 были неактивными по другим причинам.

## Фотогалерея

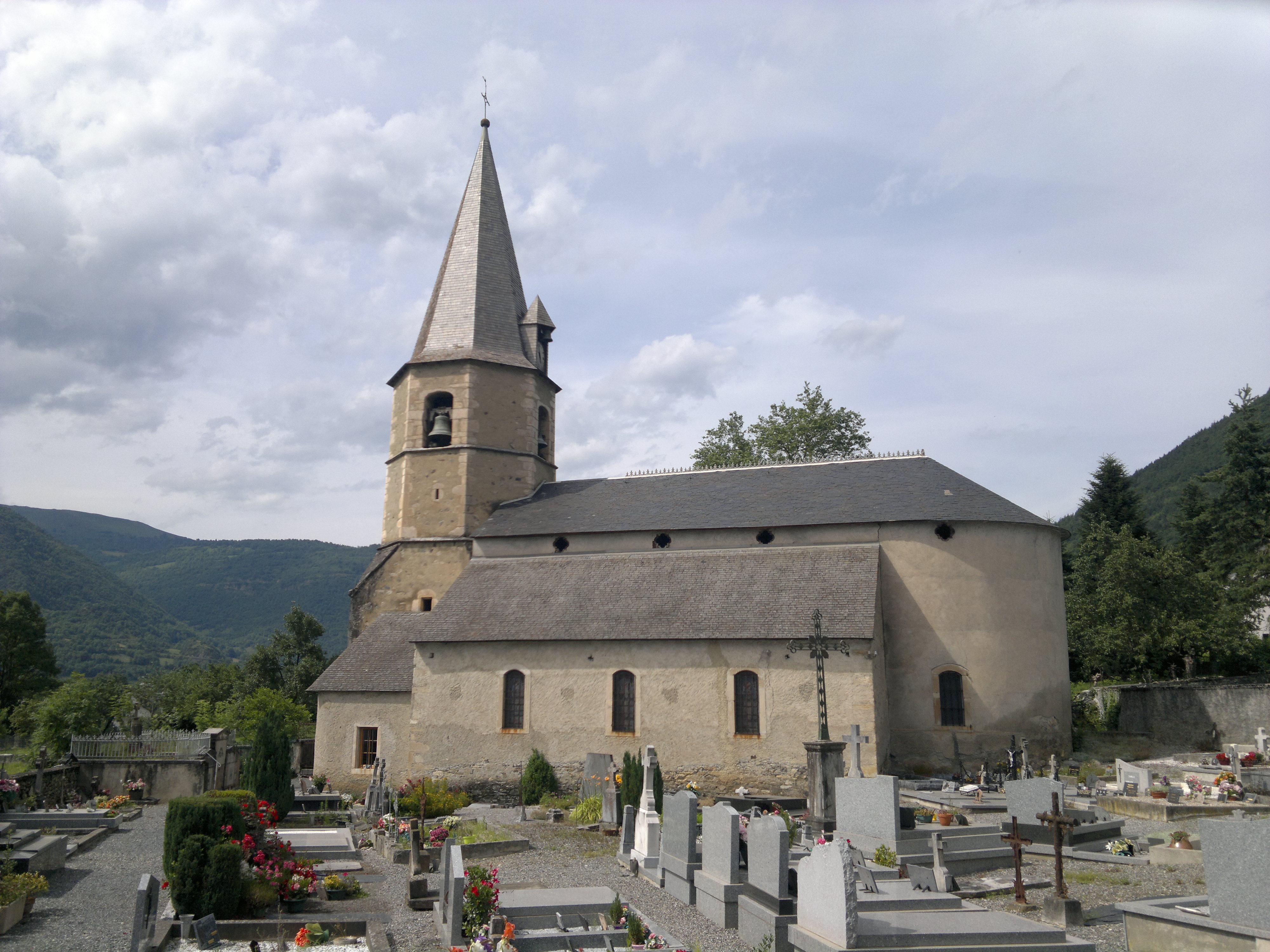
Церковь Св. Марцелла
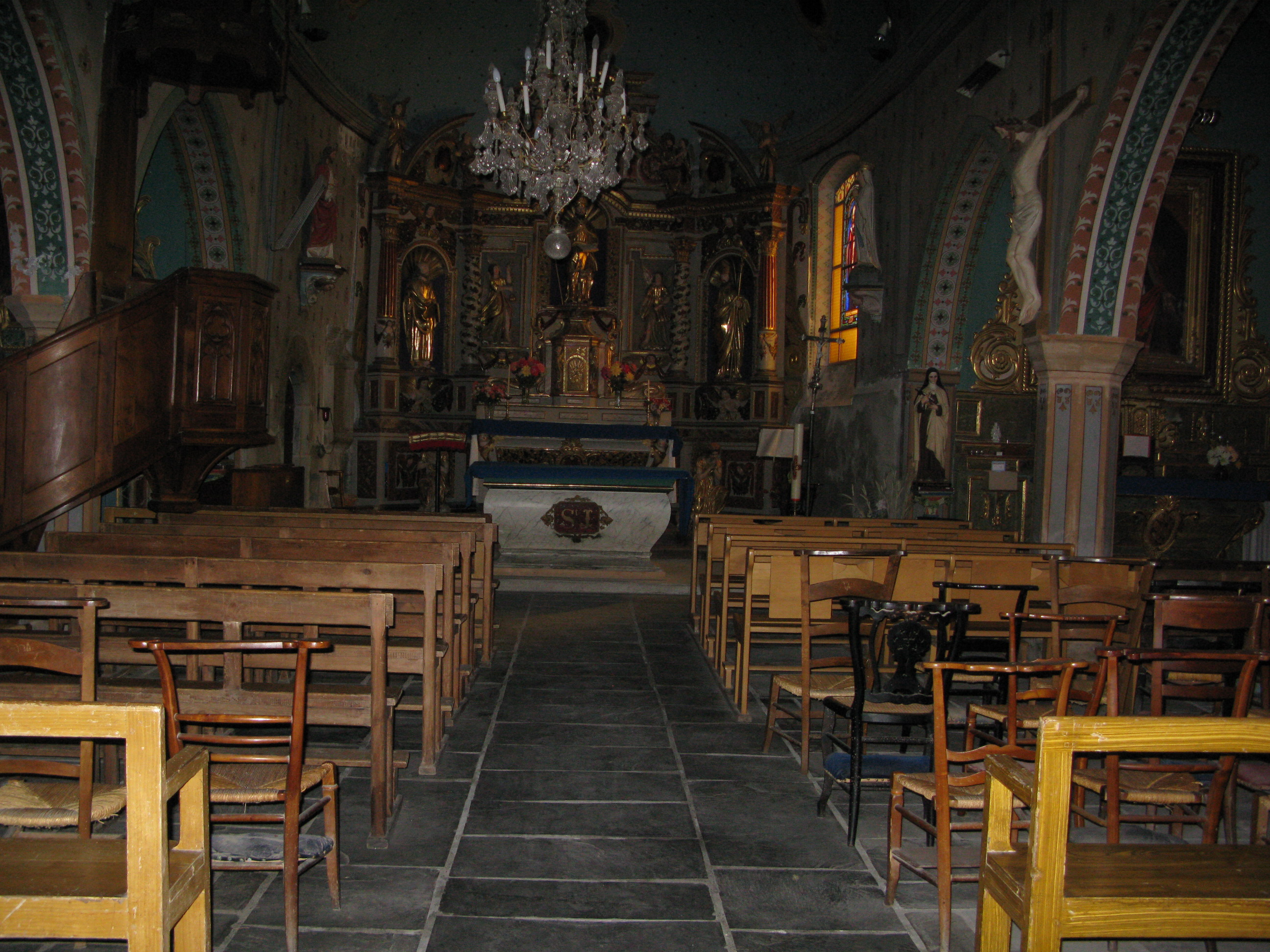
Интерьер церкви Св. Марцелла
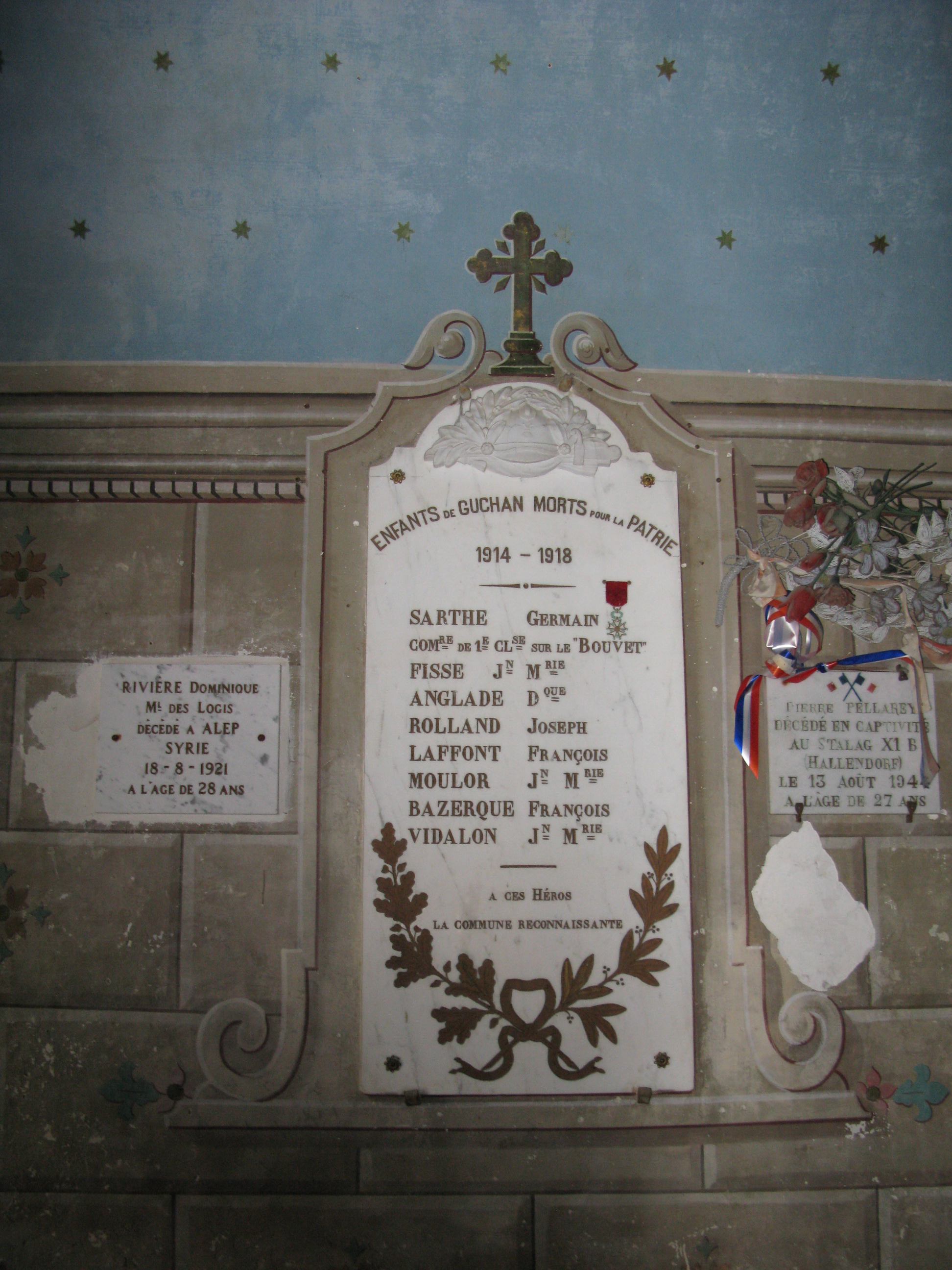
Мемориальная доска в церкви
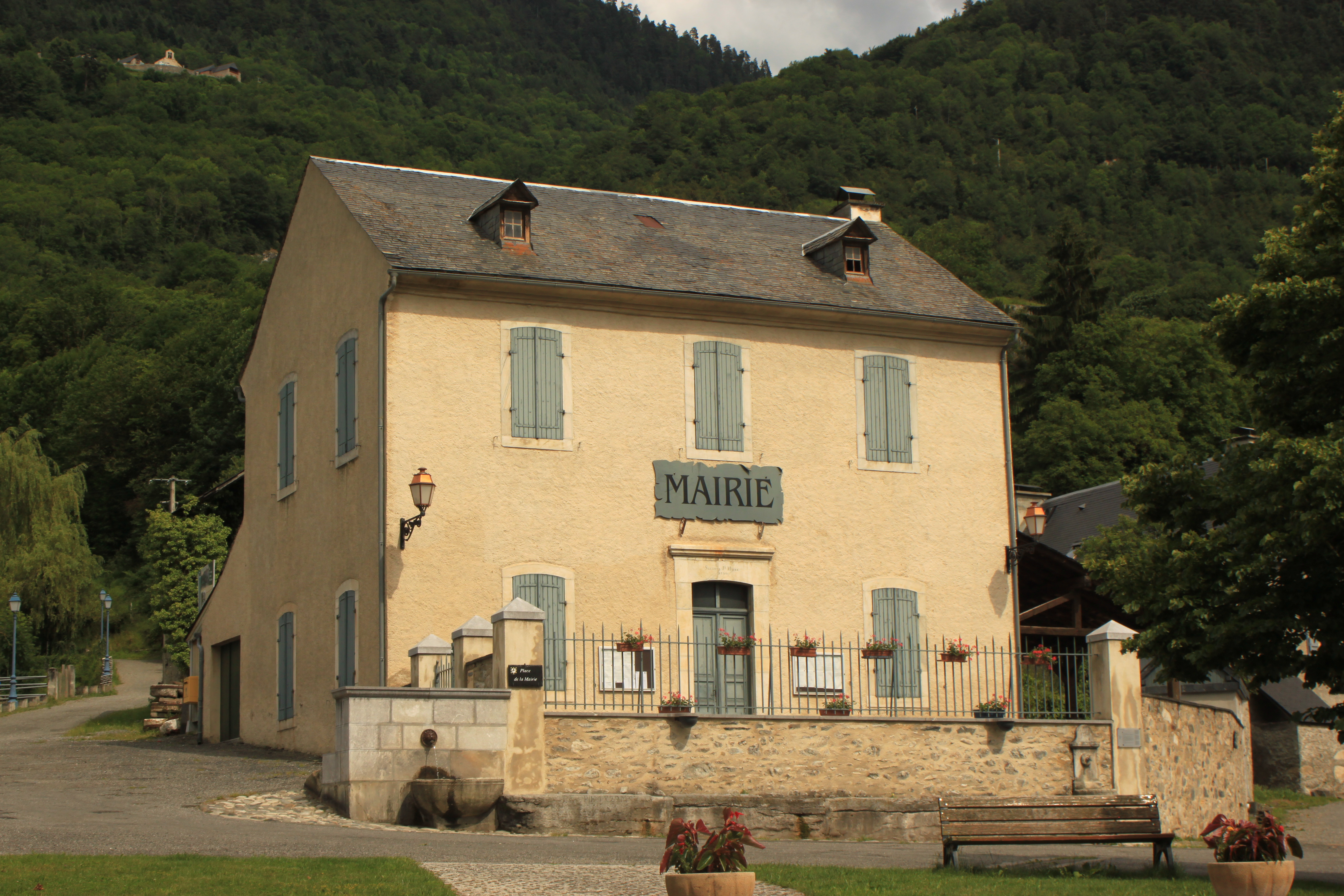
Мэрия
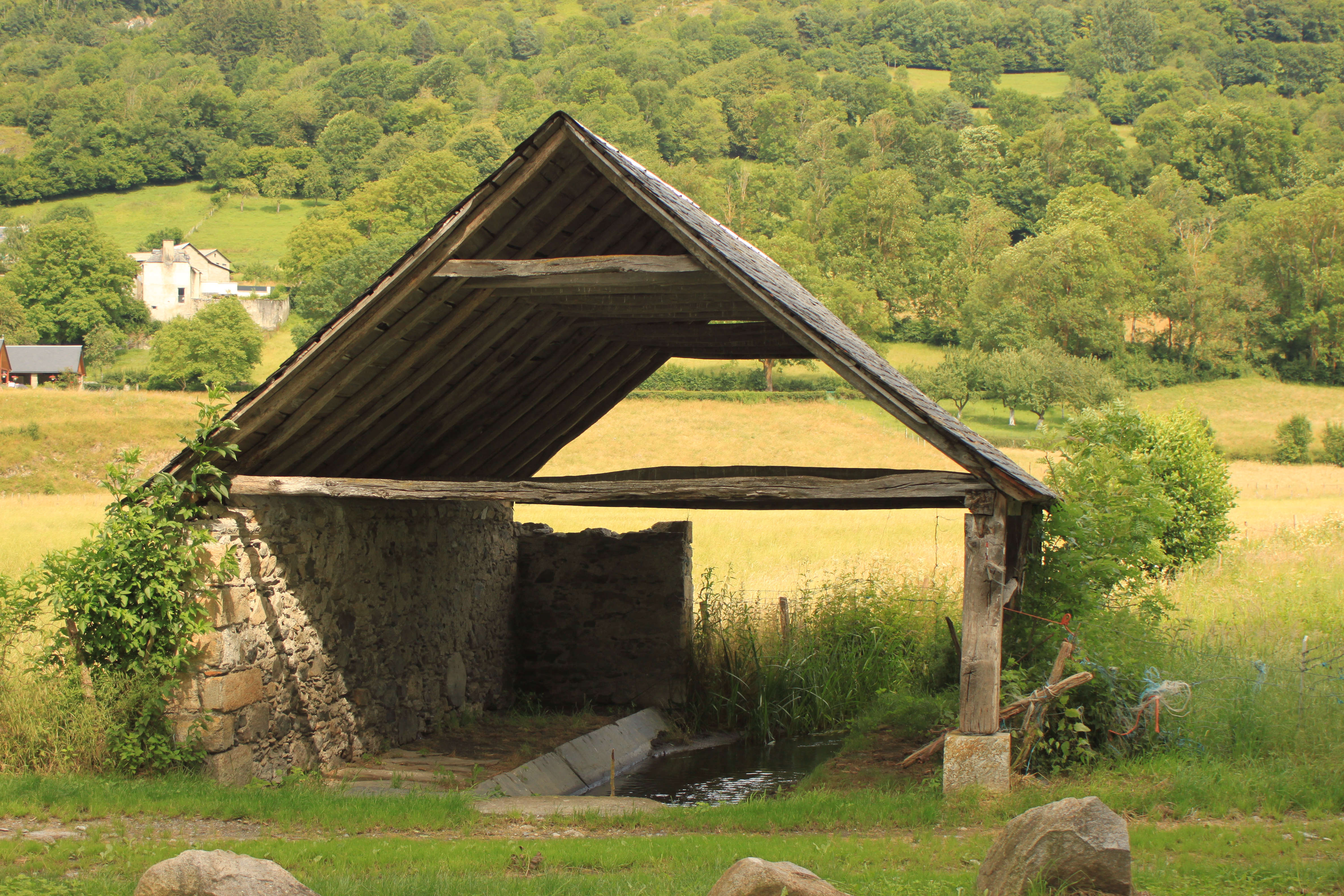
Общественная прачечная